# الدوري الهولندي الممتاز 1935–36
الدوري الهولندي الممتاز 1935–36 (بالهولندية: Nederlands landskampioenschap voetbal 1935/36)‏ هو الموسم 48 من الدوري الهولندي الممتاز. أشرف على تنظيمه الاتحاد الملكي الهولندي لكرة القدم، وكان عدد الأندية المشاركة فيه 50، وفاز فيه فاينورد.